# Benjamin Kiptoo
Benjamin Kolum (Benjamin) Kiptoo (1979) is een Keniaanse langeafstandsloper, die gespecialiseerd is in de marathon.

## Loopbaan
Kiptoo schreef de marathon van Brescia, marathon van Peking, marathon van Rome, marathon van Chunchon en de marathon van Parijs op zijn naam.

## Persoonlijke records
| Onderdeel      | Prestatie | Datum         | Plaats |
| -------------- | --------- | ------------- | ------ |
| halve marathon | 1:02.43   | 10 april 2011 | Parijs |
| 25 km          | 1:14.17   | 10 april 2011 | Parijs |
| 30 km          | 1:29.41   | 10 april 2011 | Parijs |
| marathon       | 2:06.31   | 10 april 2011 | Parijs |

### halve marathon
- 2001:  halve marathon van Bolbec - 1:06.13

### marathon
- 2004: 9e marathon van Trieste - 2:18.35
- 2006: 8e marathon van Florence - 2:16.08
- 2007: 4e marathon van Brescia - 2:16.55
- 2007:  marathon van Lausanne - 2:12.25
- 2008:  marathon van Brescia - 2:09.24
- 2008:  marathon van Peking - 2:10.14
- 2009:  marathon van Rome - 2:07.17
- 2009: 7e marathon van Frankfurt - 2:10.07
- 2009: DNF WK
- 2010: 4e marathon van Parijs - 2:08.01
- 2010:  marathon van Chuncheon - 2:07.54
- 2011:  marathon van Parijs - 2:06.31
- 2011: 5e marathon van Honolulu - 2:19.21
- 2012: 23e marathon van Parijs - 2:14.34
- 2012:  Joon Ang Seoul International - 2:10.35
- 2013: 8e marathon van Praag - 2:14.13
- 2013:  marathon van Turijn - 2:09.50
- 2014: 4e marathon van Santa Monica - 2:13.44
- 2014:  marathon van Sydney - 2:12.08
- 2014: 4e marathon van Honolulu - 2:16.37
- 2015: 6e marathon van Hannover - 2:11.09